# Mythen, Wagner und Tomaten aus Thessalien
Mythen, Wagner und Tomaten aus Thessalien (Originaltitel: Όταν ο Βάγκνερ συνάντησε τις ντομάτες) ist ein Dokumentarfilm der griechischen Regisseurin Marianna Economou aus dem Jahr 2019. Er hatte seine Weltpremiere im Februar 2019 auf der 69. Berlinale in der Sektion Kulinarisches Kino unter dem internationalen Titel When Tomatoes Met Wagner. Im Februar 2020 wurde er von Arte erstmals im deutschen Fernsehen ausgestrahlt. Die Fernsehfassung ist dabei um 22 Minuten kürzer als die Festivalversion.

## Handlung
In Iliás, einem Dorf in Thessalien, in dem nur noch 33 Menschen leben, beginnen die Cousins Christos Takas und Alexandros Gousiaris mit dem ökologischen Anbau von Tomaten. Einige ältere Frauen aus dem Dorf helfen ihnen, die Tomaten zu pasteurisieren, zu Tomatenmark und Soßen zu verarbeiten und in Gläser abzufüllen. Ihr Ziel ist es, ihre Tomatengerichte in Bio-Supermärkten in aller Welt zu verkaufen. Der Erfolg des kleinen Unternehmens eröffnet der schwindenden Dorfbevölkerung in Zeiten der Wirtschaftskrise neue Perspektiven. Der Film folgt dem Team auf einer Reise nach Belgien, die für die Frauen aus Iliás ihre erste Auslandsreise ist. Erstmals besuchen auch internationale Reisegruppen das vom Tourismus weitgehend übersehene Dorf.
Der Titel des Films ergibt sich aus Alexandros’ Überzeugung, dass Tomaten besser reifen, wenn er auf den Feldern Musik spielt. Besonders große Hoffnung setzt er auf die Musik Richard Wagners.

## Auszeichnungen und Nominierungen
Mythen, Wagner und Tomaten aus Thessalien war als der griechische Beitrag für den besten internationalen Film für die Oscarverleihung 2020 ausgewählt, wurde aber nicht nominiert.
Auf dem Sarajevo Film Festival war Mythen, Wagner und Tomaten aus Thessalien als bester Dokumentarfilm, beim Palm Springs International Film Festival als bester fremdsprachiger Film nominiert. Beim Heartland Filmfestival gewann er den Publikumspreis.